# تتا دوپیکر
تتا دوپیکر یک ستاره است که در صورت فلکی دوپیکر قرار دارد.